# Автошлях B16 (Німеччина)
Федеральний автошлях 16 (B16, нім. Bundesstraße 16)  —  німецька федеральна дорога у  Баварії. Вона пролягає від Баварського лісу у східній Баварії до Фюссена на південно-західній околиці федеральної землі.

## Маршрут
Починаючи як відгалуження від B85 в районі Родінген Альтенкрайт (біля Кама), дорога проходить у південно-західному напрямку через міста Регенсбург та Інгольштадт вздовж Дунаю до Гюнцбурга. Вона розвивається від Родінга до Регенсбурга без перехресть і раніше місцями називалася B 16n. Від Гюнцбурга через Крумбах, Міндельгайм і Кауфбойрен до Фюссена, він продовжує свій шлях на південь. На південний схід від Фюссена вона з’єднується з автомагістраллю B17. На початку 1950-х років B16 пролягав лише між Регенсбургом і Гюнцбургом. У Бад-Аббаху, у вузькому місці на березі Дунаю, вона проходить повз пам’ятник леву, встановлений у 18 столітті на честь важкого розширення попередньої дороги туди.